# 5-й механізований корпус (СРСР)
5-й механізо́ваний ко́рпус — оперативно-тактичне військове об'єднання в складі ЗС СРСР періоду Другої Світової війни. Всього корпус формувався двічі: в липні 1940 та у вересні 1942 років.

## Перше формування

### Формування
Формування корпусу почалось з 1 липня 1940 року в складі Забайкальського військового округу. Управління корпусу і корпусні частини сформовано на базі відповідних структур 51-го стрілецького корпусу.
13-та танкова дивізія сформована на базі 15-ї легкої танкової бригади, з приданням їй 193-го вогнеметного танкового батальйону 33-ї хімічної бригади.
17-та танкова дивізія була створена на базі 37-ї легкої танкової бригади з додатково приданими їй 199-м вогнеметним та 526-м автотранспортними батальйонами.
На формування мотострілецьких і гаубичних артилерійських полків обох дивізій було направлено багато різних підрозділів.
До складу корпусу було включено й 109-ту моторизовану дивізію, що раніше входила до складу 12-го стрілецького корпусу.
До 25 травня 1941 року корпус дислокувався в Забайкальському ВО, підпорядковуючись управлінню 16-ї армії.
Станом на 22 червня 1941 року в складі корпусу налічувалось 1070 легких танків (БТ, Т-26, Т-37, Т-38, Т-40).

### Бойові дії
25 травня надійшов наказ про передислокацію 16-ї армії на захід. Того ж дня з дотриманням усіх вимог щодо маскування, першими було відправлено частини 5-го механізованого корпусу та 57-ї окремої танкової дивізії.
Відповідно до директиви наркома оборони СРСР і начальника Генштабу РСЧА командуючому Київським ОВО № 504206 від 12.06.41 року, для розвантаження частин корпусу, що прибували, призначались наступні станції: управління, 13-та танкова і 109-та моторизована дивізії — ст. Бердичів; 17-та танкова дивізія — ст. Ізяслав; 57-ма танкова дивізія — ст. Проскурів (дислокація також — Меджибіж).
22 червня 1941 року частини корпусу знаходились в дорозі до визначених місць дислокації.
26 червня 1941 р. надійшов новий наказ, що перенаправляв 16-ту армію з Південно-Західного на Західний фронт, в район Орша — Смоленськ. Коли командир корпусу генерал-майор І. П. Алексеєнко отримав наказ про зміну маршруту руху ешелонів, частина військ корпусу вже почала вивантаження на перегоні Бердичів — Шепетівка — Ізяслав й вступила в бій з передовими частинами й парашутним десантом гітлерівців у районі Острога. Вивантаження решти ешелонів проходила в кінці червня — на початку липня на станціях залізничної ділянки Смоленськ — Орша. І на шляху руху ешелонів, і в момент вивантаження, корпус поніс значні втрати від постійних бомбардувань ворожої авіації. Боєздатність корпуса була значно знижена.

#### Бойові дії корпусу в Білорусі
4 липня 1941 року рішенням командуючого Західним фронтом маршала Радянського Союзу Тимошенка С. К., війська корпусу передано в підпорядкування 20-ї армії, що була змушена відступати під натиском німецьких танкових дивізій західніше Вітебська.
Частини 5-го механізованого корпусу, підсилені залишками 57-ї окремої танкової дивізії, у взаємодії з 7-м механізованим корпусом отримали завдання нанести контрудар по ворогу в напрямку на Лепель й звільнити місто.
Наступ розпочався 6 липня 1941 року. Внаслідок літніх дощів дороги розкисли, що значно сповільнило темп наступу і першого дня було пройдено лише 13-15 км. Наступного дня частини 5-го мехкорпусу атакували похідну колону німецької 17-ї танкової дивізії, що рухалась на Сенно. Відступ 7-го мехкорпусу від Сенно погіршив становище 5-го мехкорпусу, його передові частини опинились в оточенні після потужної атаки частин 7-ї і 17-ї танкових дивізій.
9 липня, у зв'язку з наступом ворога північніше Вітебська, наступ було призупинено. Надійшов наказ вивести обидва мехкорпуса з бою. Залишки 5-го мехкорпусу відійшли в район Орші, де зайняли оборону, як піхотні підрозділи. Оточені частини корпусу вийшли з оточення лише 20 липня 1941 року.

#### Бойові дії 109-ї мотодивізії на Південно-Західному фронті
Перші ешелони з частинами і майном 109-ї моторизованої дивізії прибули на ст. Бердичів ще 18 червня 1941 року й розмістились у Скруглевських таборах.
За наказом командуючого 16-ю армією дивізія розпочала 120-тикілометровий марш на Шепетівку, де мала завантажитись в ешелони для подальшого переправлення до Білорусі. Проте на той час дуже ускладнилась ситуація в районі Острога, куди з району Дубно прорвалась 11-та танкова дивізія німців. Генерал-лейтенант М. Ф. Лукін, не маючи зв'язку зі штабом фронту, самостійно зняв з завантаження 109-ту мотодивізію й направив її до Острогу.
Передовий загін дивізії в складі 173-го розвідувального батальйону на автомашинах у другій половині дня 26 червня прибув у район с. Вільбовне, що на правому березі річки Горинь. Зайнявши оборону, розвідники були атаковані передовими частинами 11-ї танкової дивізії . Вночі підійшли основні сили 381-го мотострілецького полку й інші підрозділи 109-ї мотодивізії. Сюди ж прибули й кілька танків 16-го танкового полку, що не встигли відправити в Білорусь.
Вранці 27 червня, без артпідготовки, почалось форсування річки Вілія й наступ на Острог. Вийшовши на південну околицю міста, мотострільці просунулись в центр і досягли костелу. У другій половині дня німці ввели в бій основні сили 11-ї танкової дивізії. Радянські війська, не витримавши наступ, почали відхід до річки Вілія. Єдиний міст не давав змогу всім переправитись через річку, бійці кидались вплав, тонули. Увечері ті, хто встиг переправитись через річку, зібрались у лісі східніше Вільбового. Частина бійців залишилась оточеною в Острозі. Нарешті підійшов 404-й артполк та інженерний батальйон. Останній тут таки був направлений в район Могилян для організації оборони залізничного мосту та недопущення прориву противника в тил дивізії.
Перегрупувавшись, на світанку 28 червня частини 109-ї мотодивізії знову розпочали наступ на Острог. Весь день, з перемінним успіхом, йшли бої в місті. З настанням темряви, мотострільці знову відійшли за Вілію. З 29 червня по 2 липня частини 109-ї моторизованої дивізії вели важкі оборонні бої. За цей час двічі, в результаті контратак, доходили до околиць Острога, проте змушені були відступати. Оточені в місті батальйони не змогли вийти з оточення і були знищені німцями. Решта підрозділів дивізії з боями змогла вийти з напівоточення, переправившись через Горинь.
На ранок 3 липня дивізія зайняла оборону на західній околиці міста Славута. Потужний наступ противника змусив радянські війська відступати на Шепетівку. Протягом 3-4 липня частини дивізії вели бої за Шепетівку.
Наказ Ставки ВГК № 00183 від 4 липня 1941 р. передбачав зосередити залишки 5-го мехкорпусу в районі Житомира й відправити в Смоленськ не пізніше 15.00 8 липня. 109-та моторизована дивізія почала відхід на Полонне. Тут у складі зведеної групи полковника Бланка залишкам дивізії вдалось протриматись до 12 липня.
12 липня 1941 року дивізія виведена з бою і направлена на переформування в район Золотоноші. Протягом 350-км маршу дивізія неодноразово вступала в бої з противником, піддавалась бомбардуванням ворожої авіації. Під Каневом дивізія переправилась на лівий берег Дніпра на підручних засобах під бомбардуванням противника.
28 липня дивізія стала зосереджуватись в лісах довкола Золотоноші.
Згідно з директивою Генштабу РСЧА від 16.07.41 г. № 769/орг 109-та моторизована дивізія переформована в 304-ту стрілецьку дивізію.

### Командування
Командир :
- генерал-лейтенант танкових військ Терьохін Макар Хомич ;
- генерал-майор танкових військ Алексєєнко Ілля Прокопович (загинув 3.8.1941);
- генерал-майор Журавльов Євген Петрович (з 3.8.1941).

Заступник по політичній частині:
- бригадний комісар Кисельов А. Ф.

Начальник штабу:
- генерал-майор Журавльов Євген Петрович;
- полковник Бутков Василь Васильович.

### Склад
- Управління і штаб (розїзд № 77)
- 13-та танкова дивізія (в/ч 5051, розїзд № 76)
- 17-та танкова дивізія (в/ч 6061, розїзд № 77)
- 109-та моторизована дивізія (в/ч 5888, Харанор)
- 8-й мотоциклетний полк (в/ч 4675,)
- 467-й корпусний артилерійський полк
- 578-й корпусний артилерійський полк
- 255-й окремий батальйон зв'язку
- 55-й окремий дорожний батальйон
- 105-та корпусна авіаційна ескадрилья
- 484-та польова каса Держбанку

### Нагороди і почесні найменування
Указом Президії Верховної Ради СРСР від 31 серпня 1941 року 17-й мотострілецький полк 5-го механізованого корпусу нагороджено орденом Леніна.

## Друге формування

### Бойовий шлях
5-й механізований корпус (другого формування) сформовано 8 вересня 1942 року на базі 22-го танкового корпусу.
Директивою Ставки ВГК № 46198 від 12.07.1943 року з 24.00 24.07.1943 року включений до складу військ Західного фронту.
На початок 1944 року корпус пройшов славний бойовий шлях, брав участь в наступальних операціях Південно-Західного й Західного фронтів.
З 20 січня 1944 року корпус увійшов до складу новосформованої 6-ї танкової армії.
Наказом ВГК № 0306 від 12 вересня 1944 року 5-й механізований Дністровський корпус, що особливо відзначився у боях за місто Римніку-Серат (Римнік), був перетворений у 9-й гвардійський механізований Дністровський корпус з присвоєнням йому найменування Римнікський.

### Командування
Командир корпусу:
- генерал-майор т/в, з 05.11.1943 генерал-лейтенант т/в Волков Михайло Васильович (з 02.11.1942 по 12.09.1944)

Начальники штабу корпусу:
- полковник Шапошников М. К.
- полковник Масленников А. А.

### Склад
- Управління і штаб;
- 2-га механізована бригада;
- 9-та механізована бригада;
- 45-та механізована бригада;
- 233-тя танкова бригада;
- Корпусні частини:
  - 657-й окремий батальйон зв'язку (з 27.07.1943)
  - 39-й окремий саперний батальйон (з 30.10.1942)
  - 81-й ремонтно-відновлювальний батальйон (з 30.10.1942)
  - 159-та окрема рота хімзахисту (з 27.07.1943)
  - 6-та окрема інженерно-мінна рота (з 30.10.1942)
  - 8-ма окрема автотранспортна рота підвозу ПММ (з 30.10.1942)
  - Окрема авіаланка зв'язку (з 27.07.1943)
  - 12-й польовий авто хлібозавод (з 27.07.1943)
  - 1777-ма польова каса Держбанку (з 27.07.1943)
  - 1817-та воєнно-поштова станція (з 01.12.1942)

### У складі діючої армії
- з 30 жовтня 1942 по 10 лютого 1943 року;
- з 27 липня 1943 по 23 жовтня 1943 року;
- з 11 січня 1944 по 12 вересня 1944 року.

### Нагороди і почесні найменування
Наказом Верховного Головнокомандуючого № 081 від 8 квітня 1944 року 5-му механізованому корпусу, що особливо відзначився при форсуванні Дністра, присвоєно найменування Дністровський.